# 仮面ノリダーの登場人物
仮面ノリダーの登場人物（かめんノリダーのとうじょうじんぶつ）では、フジテレビ系列のテレビ番組『とんねるずのみなさんのおかげです』のコーナードラマ『仮面ノリダー』および『仮面ノリダーV2』に登場する主要な人物について記述する。

## アミーゴ
木梨猛（きなしたけし） / 仮面ノリダー（かめんノリダー）
- 演：木梨憲武

モデルは本家『仮面ライダー』の主人公・本郷猛。提供高校サッカー部出身。誕生日が3月9日、生まれが祖師ヶ谷大蔵、父親は木梨作三など木梨憲武本人との類似点も多い。服装は基本的に白いシャツ、赤いマフラー、黒いジャンパー、白いパンタロンが基本。長髪の髪の毛はかつらである。血液は緑色。改造人間の証としてお腹に「かいぞう」、背中に「にんげん」と書かれている。地獄耳であり、おやっさんが猛を呼ぶ笛を吹いたときは変身前であっても耳がノリダーのように巨大化する。初期と完結編のみバイクで移動していたが、『仮面ライダー』とは異なり基本的に移動は徒歩である。
第5話「恐怖プードル男」で、触角を折られるとパワーダウンすることや、ノリダーが地球上にいられる時間は約3分であることが仮面ノリダー自身から語られている。
窮地に陥ると金色のすーパーNORIだーに変身可能。
ジョッカーに襲われ、怪人候補生としてジョッカー秘密特訓基地に収容されていた。その後、死神博士による改造手術を受けるが、脳を改造される前に秘密特訓基地で同級生だった石橋文字隼人によって救出されて、ジョッカー基地を脱出する。以後仮面ノリダーとして人類の平和のためにジョッカーと戦うことを決意する。
動物と植物とちびっこを愛する青年。恋人はマリナさん。おやっさんの経営するアミーゴにマリナと共に常連客として顔を出していた。また、ちびっこハウスには良き兄貴として通っていた。改造人間であるが、カナヅチであるなど運動神経は鈍いようである。改造人間であることで苦悩し、普通の人間ではない恐怖からマリナさんと関係も悩んでいた。最終話（第71話）「キング・ジョッカー男」でマリナさんに自身が改造人間であることを告白する。そして、最後の決戦「恐怖ラッコ男」でついにマリナさんと結婚した。
第37話「恐怖花火男」の頃から体の機械が故障し始め、第70話でついに限界まで追い詰められる。そして、死を覚悟してキング・ジョッカー男と戦い、最終的にキング・ジョッカー男と共に宇宙に消える。その前後に一文字マモルを救出し仮面ノリダーV2に改造している。
宇宙で爆死したとされていたが実は存命しており、マモルが日本を守っている間に世界中でゲロジョッカーの怪人や幹部たちを倒していた。仮面ノリダーV2最終話（第9話）ではゲロジョッカー基地からマリナを救出し、以後アミーゴに再び顔を出すようになる。おやっさんが亡くなってからはアミーゴを引き継いでオーナーとなり、店を改築し住み込みで働いていたようである。
『劇場版 仮面ライダージオウ Over Quartzer』
常盤ソウゴが監禁された時に囚人として登場。自身を「平成の時代、悪と戦ってきた改造人間だが、ライダーとしては認められなかった」と称し、「ライダーに選ばれた者にはライダーとして戦う責任がある」と叱咤激励する。その言葉はソウゴが奮起するきっかけになった。

一文字マモル（いちもんじマモル） / 仮面ノリダーV2（かめんノリダーブイツー）
- 演：木梨憲武

『仮面ノリダーV2』の主人公。モデルは本家『仮面ライダーシリーズ』に登場する仮面ライダー2号の一文字隼人と仮面ライダーV3の風見志郎。家族旅行中にジョッカーの襲撃に遭い、両親を殺され、自らも瀕死の重傷を負ってしまうが、仮面ノリダー1号（木梨猛）による改造手術を受けてノリダーV2として生まれ変わる。当初は改造されていることも知らず、猛の伝言でアミーゴを訪れ、おやっさん、マリナと知り合う。ゲロジョッカーとの初めての戦いの中で自分が改造人間であることを知り、死亡していた（と思われた）仮面ノリダー1号の代わりにおやっさんの経営するアミーゴの店員として働きながら、ゲロジョッカーの野望に立ち向かう。「アミーゴ」から数歩歩いてすぐの所にあるアパートに住んでいる。V2コンパクトに「だーいじょーV!」と唱えることで仮面ノリダーV2に変身する。本家『仮面ライダーV3』のように「26の秘密」を持つが、最後まで一部しか明かされなかったのは本家と一緒。猛との違いはパンタロンではなくジーンズのオーバーオールを穿いていることや、左右の眉毛のつながりがないことである。猛同様マリナに想いを寄せていたが、マリナは猛に未練があったのか、最後まで片思いのままだった。戦闘能力は、ノリダー1号以上に詰めが甘く、更には弱点等も露呈し、最終回（第9話）では時限爆弾をセットしたお花畑で、帝京蜂男を倒そうとしたところ、「針がないから蜜が吸えない」という蜂男の芝居にまんまと乗せられた末に逆にお花畑に叩き落され爆死してしまった。

立花藤兵衛（たちばなとうべえ）
- 演：小林昭二

中目黒にある喫茶店「アミーゴ」のマスター。木梨猛が改造人間であることを唯一知る人間で、彼の良き理解者。愛称は「おやっさん」。設定は基本的に本家『仮面ライダー』初期の立花藤兵衛と同じだが、かつて科学特捜隊の隊長を勤めていた経歴があるらしく、名前は世を忍ぶ仮の名の模様。猛が怪人との戦いに出かける際、「科学特捜隊出動!」と叫び、猛から「キャップ…おやっさん、番組が違います」と言われたことがある。
生まれも育ちも中目黒らしく、「○○○のとうちゃん」と様々なあだ名があったらしい。
ジョッカーの壊滅から8か月後、ゲロジョッカーのみなさんに拉致されるも救出に駆け付けた一文字マモルの姿を見て、彼が死亡した（と思われていた）猛の生まれ変わりではないかと悟る。そして仮面ノリダーV2のためにV2サイクロン号を与えた。
猛の体の機械が故障の際に助け舟を差し出すことすらできなかったという悔しさからか、ゲロコウモリに襲われ重傷を負ったマモルに修理を施したことがある。
完結編では既に死去しており、アミーゴには彼の遺影が飾られている。

マリナ
- 演：渡辺満里奈

女子大生で木梨猛の恋人（後に妻）。姓はワタナベ(第1話、「V2」第2話)。アイドルの渡辺満里奈の大ファンであり家にポスターを飾っている。何かあるとすぐに「○○○のせいかしら。今日の私ちょっと大胆。」といって猛に迫るがすべて未遂に終わっている。なお第61話、第62話「恐怖アイスホッケー男」と特別編「恐怖ゴキブリ男」では未登場。
初代最終回（第71話）では猛が改造人間（サイボーグ）である事を『ウルトラセブン』の最終回（第49話）のように告げられる。
ジョッカーの壊滅後は旅に出ていたが、8か月ぶりに「アミーゴ」に顔を出し、そこで一文字マモルと知り合う。完結篇で猛と結婚した。

立花伊代（たちばないよ）
- 演：松本伊代

第27話「恐怖こいのぼり男」、第41話「恐怖北海道男」に登場。おやっさんの姪。猛が「マリナさんと伊代さん、どっちがチャーミングかな?」と思わせるほどの美貌を持っていた。おやっさんとはオムツを変えてもらったり、結婚相手を決めさせるなど交流が深かったようである。北海道男で登場した際には猛に恋心を抱いていた。登場する度にジョッカーに利用されてしまった。

石橋美沙子（いしばしみさこ） / 女ノリダー（おんなノリダー）
- 演：紺野美沙子

特別編「恐怖ゴキブリ男」に登場。両親を亡くし、たった一人で肉親であり東京で行方不明になった兄・石橋タカオを探すためにアミーゴでアルバイトしていた。純情を装っているが、大雑把で適当な性格を持ち合わせている。タカオと突然の再会を喜んだが、タカオはすでにジョッカーに操られており彼女も「女ノリダー」への改造手術をされてしまう。改造手術中に猛に助け出され、ジョッカーを倒すことを決意し、兄のタカオが改造されたゴキブリ男に対しても敢然と立ち向かった。必殺技として「女ノリダーフェスティバル&カーニバル」を持っている。ゴキブリ男に耳を取られてしまった際は、両面テープで補強した。最後は仮面ノリダーと共に「ノリダー&女ノリダー・ダブルキック」でゴキブリ男を倒した。
タカオが死んでしまった後も、肉親以上に大切な存在となったおやっさん、猛がいるアミーゴで明るく働き続けた。
必殺技に移るジャンプの後、ゴキブリ男に蹴られるシーンは総集編でたびたび流れている。

## 分身ノリダー
チビノリダー
- 演：伊藤淳史

仮面ノリダーが投げたカプセルから出現する分身。ピンチのノリダーに代わって怪人と戦おうとするも、逆に怪人に袋叩きに遭うことが多い。最後の決戦「恐怖ラッコ男」では13歳に成長した姿で登場した。

ノリダー分身（ノリダーぶんしん）
- 演：岡村隆史（ナインティナイン）

最後の決戦「恐怖ラッコ男」に登場。分身ノリダー（岡村）、岡村ノリダー、分身岡村など様々な名が存在する。仮面ノリダーの分身体。分身だが背が小さく、身長を聞かれるとごまかす。必殺技として「酔拳」を持っている。仮面ノリダーと共に「ノリダー三段キック」で再生カルガモ男、再生プードル男、再生うさぎ男を倒した。だが、高いところへ移動しようとした際にはノリダーと再生ラッコ男に『お約束』の洗礼を受け、高いところに移ってみても足を滑らせて見事に死んでいった。
ノリダー分身として登場した岡村は夢にまで見た仮面ノリダー出演に終始ハイテンションであり、大のとんねるず好きであったことをアピールしていた。この回で使用されていたスーツはノリダー分身を演じた岡村の宝物になった。

## ちびっこハウス
チビ太（チビた）
- 演：中山竜二

第22話「恐怖ヒヨコ男」が初登場。非常に生意気な性格で藤兵衛のことを「おっさん」と呼んでしまう。第45話「 恐怖プラネタリウム男」ではジョッカーにさらわれ、戦闘員に仕立てされるも猛に救出された。最終回（第71話）「恐怖キング・ジョッカー男」ではちびっこハウスに現れたジョッカーの攻撃で子供たちが負傷する中、一人隠れていたところをキング・ジョッカー男に連れ去られ、人類への降伏要求の代弁者として再度戦闘員にされてしまうが、藤兵衛に救出された。仮面ノリダーV2では第7話で、おかげです小学校に入学したことが明かされている。

ジュンコ、モモエ
- 演：冨田晃代、冨田千晴

第36話「恐怖七夕男」が初登場。双子の姉妹でいつも同じセリフを揃って言うのがたまにきず。ちびっこハウスOBで唯一「最後の決戦」にも登場している。

ユウシ
- 演：不明

第12話「恐怖トナカイ男」に登場。サンタの存在を信じない小生意気なちびっこであったが、猛サンタからプレゼントをもらうとしっかりお礼を言うなど実は素直な子だった。

京子（きょうこ）
- 演：小川京子

第45話「恐怖プラネタリウム男」に登場。富士総合病院に足の病気で半年間入院している。「病気でこのまま死んでしまい、生まれ変わったなら鳥になりたい」と考えていた。しかし実は京子自身がリハビリする勇気がなかっただけだった。そんなときにチビ太と出会い、彼女のためにジョッカーに入るなど危険を冒してくれたチビ太に勇気をもらった彼女は見事に歩けるようになった。

## ジョッカー側
ジョッカーの元ネタは、本家『仮面ライダー』に登場した「ショッカー」のパロディ。エンブレムは鷹と思しき猛禽類。

### ジョッカー幹部
ジョッカー総帥（ジョッカーそうすい） / キング・ジョッカー男 / 帝京蜂男（ていきょうばちおとこ）
- 演：石橋貴明

第70話「恐怖キング・ジョッカー男」で初登場。推定年齢800歳。ジョッカーの首領。仮面ノリダーの体が限界だと知り余裕のファンファン大佐の前にその姿を現した。ノリダーと同じくベルト風車に風力を与えることによって無敵の超人「キング・ジョッカー男」に変身する。その強さは歴代のジョッカー怪人の数百倍を誇っている。地下ミサイルによる都市破壊と衰弱していたノリダーの抹殺の両面作戦を遂行しようとするが、ノリダーと共に宇宙で自爆。だが悪運にも生き延びた彼は「ゲロジョッカー」の最高司令官・猩猩右近に救われ、ゲロジョッカーの幹部として再度世界征服をたくらんでいた。仮面ノリダーV2最終話（第9話）で真の姿である、帝京高校の校章の蜂をモデルとし、胸にアニメ番組『昆虫物語 みなしごハッチ』の主人公・ハッチの顔がプリントされている「恐怖!帝京の校章・蜂男。略して、帝京蜂男。」に変身し、V2を倒すも、自らをゲロジョッカー基地に帰還させようとした右近が間違って自爆スイッチを押してしまったことにより、爆発した基地から飛び散ったエネルギーを浴び爆死した。
特別編「恐怖ゴキブリ男」では、最終話（第71話）でキング・ジョッカー男に変身する総帥とは別人物の二代目が登場。普通の人間に戻ったファンファン大佐に代わってジョッカー日本支部を再建・指揮していた。

ジョッカー将軍(ジョッカーしょうぐん)/ファンファン大佐（ファンファンたいさ）
- 演：岡田眞澄

ジョッカー日本支部の最高責任者で、本家『仮面ライダー』のショッカー幹部ゾル大佐のパロディキャラクター。しかしゾル大佐と違って、その正体は洗脳された一般人なので怪人には変身しない。ファンファン大佐の名前で登場したのはレギュラー放送初回のエピソードとなる第2話からであり、第1話においては「ジョッカー将軍」の名で登場したが、ラッコ男の任務失敗に対する罰で大佐に降任されたという設定である。履いているブーツは岡田がCM出演していた「マドラス」の特注品であり、劇中さりげなく宣伝していた。弱点は長男の話。慈悲深い性格で、ジョッカーを裏切って基地に乗り込んできたバレーボール女を消滅させた時には「すまん・・・」の一言を発した。最終話（第71話）でジョッカー基地の崩壊のショックで元の一般人に戻った。しかし「最後の決戦」では何事もなかったかのようにまた活動していた。

死神博士（しにがみはかせ）
- 演：石橋貴明

オープニングと第25話「恐怖留守番電話男」に登場。木梨猛への改造手術を行った。名前の元ネタは本家『仮面ライダー』のショッカー幹部の人物である「死神博士」。

ジョッカーのみなさん（ジョッカーのみなさん）
- 演：倉田プロモーション

ジョッカーの戦闘員。風貌は本家『仮面ライダー』最初期に登場したベレー帽戦闘員に似ている。よくバック転や宙返りをしながら移動するがコケるケースもままあり、その都度「ジョッカーは転んだ!」とナレーションで言われている。第1話「恐怖ラッコ男」では「テカ」と呼ばれていた。

オリエ
- 演：早瀬恵子

第36話「恐怖七夕男」に登場。名前のモデルは織姫。ジョッカー・テレフォンショッピンセンターのテレフォンガールだが、仮面ノリダーと対等に渡り合うなど戦闘員並みの能力があるらしい。ヒコオを愛しており、最終的に二人で罰を受けようとするが、ファンファン大佐はデートは一年に一度だけを条件に二人の交際を認めた。

上級ジョッカー戦闘員（じょうきゅうジョッカーせんとういん）
- 演：石橋貴明

第45話「恐怖プラネタリウム男」に登場。ジョッカーのみなさんのトレーニングを指揮していた。上級だがそれほど動きにキレがない。顔のペイントが駐車禁止のマーク。後に「プラネタリウム男」に改造された模様。その後、一般の人々を洗脳しようとしたが、仮面ノリダーによって倒された。

### ジョッカー怪人
全て石橋貴明が演じた。怪人が登場する時の音楽はアート・オブ・ノイズのDragnet。
ラッコ男 / 明夫（あきお）
ラッコの両手が貝殻に変形している改造人間。両手が貝殻になっており、仮面ノリダーの体を挟む地味な攻撃をする。この貝殻は、ラッコ男の体から離れても挟まったまま取れない。
ノリダーが手を出せない若い女性を攫って戦士に仕立てる作戦を行うが、ノリダーキックで倒された。ラッコ男の死は第31話「恐怖ハリネズミ男」で起こる事件の伏線となってしまう。
なお、このラッコ男の手は『とんねるずのオールナイトニッポン』（ニッポン放送）で視聴者プレゼントされたため、『とんねるずのみなさんのおかげでした』2007年9月27日放送の20周年突入SPにおいて、「ゆかりの品」として登場したぬいぐるみには左手の貝殻がない。

カルガモ男
レギュラー放送最初の怪人。カルガモの怪人だがノリダーには「ウズラ男!」と呼ばれてしまい、最後はノリダージャンプ＆キックで爆死する。
武器は長ネギ。単体ではなく、背後にさらった人間を改造したヒナを連れている。
マリナさん達を拉致する際に、マイクロバスのスライドドアに右腕（羽根）を挟まれ骨折するが、戦闘に特に支障はなかった。

コアラ男(MADE IN AUSTRALIA)
最初に胸に「MADE IN - 」と書かれたジョッカー怪人。人間を操るコアラのぬいぐるみを流通させた。武器は操られた人間を改造したコアラ人間を召喚するユーカリの幹と白煙を放つユーカリの葉。

チョコ玉男
森永製菓の「チョコボール」がモチーフでオカマ口調の怪人。背後に分身を連れてカルガモ歩きをする。しかしマリナさんには「カルガモ男?」と言われてしまう。腕が無いので集団での体当たり攻撃くらいしか出来ない。高温が弱点で仮面ノリダーが用意した巨大虫眼鏡によって溶かされた。1988年当時とんねるずの二人はこのCMに出演していた。この怪人の歌うチョコボールのCMソングの替え歌が一時流行したことがある。

プードル男
眼から催眠効果を持つ光線を出して電車の乗客を拉致、ジョッカーの手先にしようとした。初めて仮面ノリダーに倒されなかった怪人である（仮面ノリダーの「元に戻りなさーい光線」で元の犬に戻った）。

レンタルビデオ男
ビデオテープの怪人だが、攻撃はビデオデッキの機能がモチーフ。リモコンを使ってノリダーの攻撃を巻き戻しの要領で逆戻しさせたが、新聞紙は防げなかった。ノリダーの連続三段攻撃により、磁気、爪折りに加えて中のテープを引き抜かれる。

うさぎ男
愛玩動物に弱いノリダーの弱点を衝くべく作成された怪人。最後はジェット風車(ジャイアントスイング)で月に飛ばされ、そのまま月に定住した。

カンガルー男
チビノリダーが初めて戦った怪人。ちびっこハウスのちびっ子を誘拐した。ボクシング攻撃が得意。

象男
唾攻撃によってノリダーに初のピンチと言わしめた怪人。木梨が後にこの象男の「つば」が一番きつかったと語っている（台本には書いてあったと言っている）。

うす男
風貌は頭部が臼になっているガクラン男で、名称は臼と「ウッス!」と語呂合わせした怪人。彼が応援すると人々が苦しむ。

オランウータン男
撮影時は冬であったが、正にぬいぐるみのこの怪人の着ぐるみは「俺は暑い」と石橋が劇中で言うほどの防寒効果があった。役立たずのジョッカー戦闘員を自らボコボコにしたが、この戦闘員は仮面ノリダーによって救われる。

トナカイ男
劇中『ねるとん紅鯨団』のセットでノリダーと戦った怪人。最期は仮面ノリダーによって袋に入れられて攻撃された上に「ノリダー・宅配便」によってジョッカー日本支部に強制返還させられた（運送会社のトラックはフットワークエクスプレス）。受け取ったファンファン大佐に来年のクリスマスにもう一度仮面ノリダーと再戦したいと言ったが、再登場はなかった。

カニ男
食べると横にしか歩けなくなるカニを販売して街を混乱に陥れた。ぬいぐるみは足が取れやすく、レンタルビデオ男と並ぶ作中最重量クラス。あまりのリアルさに、チビノリダー役の伊藤は半泣きになっていた。かに道楽の看板の前に逃げ込んで仮面ノリダーの目をくらまそうとしたが、簡単にばれた。最期は仮面ノリダーとチビノリダーの必殺技「ノリダー・鍋」で本物の蟹すき鍋にされ、仮面ノリダーとチビノリダーに食べられてしまった。

新巻ジャケ男
平成に年号が変わっての初の怪人。自らの肉を食べさせることで人間をジョッカー戦闘員に変える能力を持つ。イクラ攻撃・荒塩攻撃ともに不発に終わったが、象男以来の唾攻撃で仮面ノリダーを再度苦しめた。止めは刺されずジョッカー基地に送り返された。アドリブでむやみに戦いを長引かせたため、怒った仮面ノリダーに石を投げられている。

ホルスタイン男
マザー牧場でロケを行った。乳首からミルクを絞って攻撃する。仮面ノリダーに倒される前に牧場の牛になりすまして、仮面ノリダーの目をくらまそうするも、あっさりバレた。

大仏男
鎌倉でロケを行った。大仏に化けて来訪者を病気に感染させていた。最後は仮面ノリダーとチビノリダーに河田町の旧フジテレビ本社ビルから突き落とされ死亡。

うま男（うま女）
船橋競馬場でロケを行った。登場時は当時売り出し中だった競馬騎手の武豊の人形を背中に背負っていた。ジョッカー大阪支部所属（本物は滋賀県栗東市）。男と名乗っていた時には悪辣な性格で、仮面ノリダーに競馬情報を教えるなどと言ってひっかけようとした。子馬を出産するも力尽きて死を遂げる。子馬はアミーゴで飼われる。馬体重で仮面ノリダーを苦しめるも、両者共に立ち上がることができなくなり番組ADに助けられる。

雪ダルマ男(MADE IN HOKKAIDO)
群馬・草津ロケ1週目。北海道支部から派遣された怪人。猛に押されて転がって倒れるも、おやっさんに助けられる。

月の輪ぐま男
群馬・草津ロケ2週目。「恐怖雪ダルマ男」でも少しだけ登場。この回では猛の鼻血が赤である。頭の部分がよく外れていた。首の三日月をブーメランにして、ウルトラセブンのアイスラッガーの如く使用し、怪人初の飛び道具となったが、二回目は編集時間の都合でブーメランが戻ってこなかった。寒いので早々に倒してくれと言いながら手強かった。

おひな様男
ノリダーを言葉巧みに騙し、ナフタリン（防虫剤）を食わせた。
名称は『おひな様』だが、風貌はお内裏様の怪人。「カミさん」と称した等身大のおひな様を連れており、おひな様の口から放つ甘酒でノリダーを酔わせた。
巨体故に動きが鈍く、転んだところを大勢の幼稚園児達に袋叩きにされるという情けない目に遭った。

ペンギン男(MADE IN NANKYOKU)
富士急ハイランド編。6年前の『新春かくし芸大会』において井上順との共演コント『難極物語』で演じたペンギンが強化された設定。仮面ノリダーとの対決前に「もう一人倒したい男がいる」と言い、プロデューサーの王東順に「セリフもないのに本読みに呼びつけた」とクレームをつけにフジテレビ第2制作部を来訪するが、彼が素直に謝罪したためあっさり許し「またよろしくお願いします」と逆に挨拶して去っていった。富士急ハイランドに遊びに来ていた猛たちの前に現れ、スケート対決の後、ジェットコースター「ムーンサルトスクランブル」に仮面ノリダーと一緒に乗り、恐怖で二人共弱体化する。最後はバズーカ砲で的あてゲームをするコーナーに誘導され、的のコーナーに立ってしまい、仮面ノリダーのバズーカ砲攻撃で倒された。

ヒヨコ男→ニワトリ男
ジョッカー養鶏場から送られた巨大な卵から誕生したが、その孵化は困難を極めた。一度、半分だけ変身した仮面ノリダーのスプレー攻撃を食らって、瀕死の状態になったが、物語途中で変身、パワーアップした。自らの鳴き声で深夜の東京の住民たちを不眠症にさせた。精神的ダメージ最強の「唾攻撃」に対し、物理的ダメージ最強の「ポップコーン攻撃」を持つ。

すっぽん男
マリナさんを特殊なワインで誘惑し猛を自暴自棄にさせた。おかげで猛は居酒屋で酒に溺れていた。最後は仮面ノリダーによって海に返された。

ピザ男(MADE IN ITALIA)
ジョッカーイタリア支部より派遣された怪人。日本支部到着前に立ち寄ったジョッカー怪人の墓場では歴代怪人が勢ぞろいしている。新宿に出没して、人々にピザを投げつけていた。プライドが高く、ノリダーとチビノリダーの手で体表のピザをはがされると自殺を選んだ。

留守番電話男(MADE IN NTT) / 石橋文字隼人（いしばしもんじはやと）
名前のモデルは仮面ライダー2号である一文字隼人。猛とはジョッカー秘密特訓基地の同級生であり、親友でもある。自分の才能を唯一認めてくれたジョッカーに自ら参加していたが猛によって更生、改造手術中の猛を助け、一緒に逃げることも可能だったが、猛に全てを託してジョッカーに残った。
後に秘密特訓基地を首席で卒業。「留守番電話男」に改造されて仮面ノリダーと戦うことになる。戦いの最中に記憶を取り戻したものの、仮面ノリダーの不注意により高い所から落とされて倒されてしまう。だがアミーゴの固定電話として修理され、大運動会男によるアミーゴ爆破まで置かれていた。苗字が長いために、みんなからは「石橋」と呼ばれていた。
放送直後から人気が高かったようで総集編「仮面ノリダースペシャル」では猛と共に司会を務めた（その時の顔のペイントは駐停車禁止のマークだった）。
『夕やけニャンニャン』の「タイマンテレフォン」の映像がインサートされた。

スチームアイロン男(MADE IN AKIHABARA)
すーパーNORIだーに初めて倒された怪人。
変身コールのCM再現には、チビノリダーと内藤愛子も出演。

こいのぼり男(MADE IN YOSHITOKU TAIKO)
こいのぼりの支柱の姿の怪人で、こいのぼりはキャスター付きのフレームにつけた状態で引きずっている。立花伊代に憑依してちびっ子ハウスに潜入し、猛やちびっ子にジョッカー柏餅を食べさせてお腹痛い痛いにさせようとした。人間に憑依した状態で手を水に漬けるとヒレ状になってしまう特徴を持つ。

カーネーション男（MADE IN 日比谷花壇）
街中の人間を植物にしてしまった怪人。すーパーNORIだーによって倒される。シーンにより花弁の色が異なる。

ハブ男
沖縄編1回目。尻尾の部分は3人のジョッカーのみなさんが支えており、長崎くんちにおける龍踊りの要領で金の珠を持ったジョッカーに先導されている。仮面ノリダーを巻き付き攻撃で苦しめたが、自らをコントロールする金の珠がついた棒を仮面ノリダーに投げられ、取りに行こうとして転落するという最期を遂げる。この怪人が仮面ノリダーに敗北したため、ファンファン大佐は将軍再昇進の機会を逃す。

サメ男 / 石橋博士（いしばしはかせ）
沖縄編2回目。海洋学者で「海の頭脳」と呼ばれる。夕日をいっぱい浴びて飲むコーヒーが人生で一番大切な時間らしい。ペットとしてバブルスを飼っており、それを人質にされ、かわいいぬいぐるみにしてくれることを条件にジョッカーの改造手術を受けて「サメ男」に改造された。改造時には可愛いぬいぐるみを作ってくれと希望し、ファンファン大佐がしなを作って美術部にぬいぐるみをリクエストしたので、石橋博士の希望は叶えられた。仮面ノリダーによってバブルスは助けられ、プードル男と同様、仮面ノリダーの「元に戻りなさーい光線」によって元の姿に戻る（胸には「上手」の文字）。

ハリネズミ男（MADE IN 針すなお） / ひろし
ラッコ男こと明夫の兄。ヤクザやジョッカーのみなさんでも手に負えないほどの怪力を誇っているばかりか、「消える魔球」や「消えるピッチャー」といった技を持つなど実は多彩な才能を持つ。弟の明夫を殺した木梨猛を憎んでいたが、その結果、彼もまたジョッカーの改造手術によって「ハリネズミ男」に改造され、仮面ノリダー・木梨猛に倒されてしまった。
はり診療所を開いて訪れた患者をジョッカーの手下にしていた。対象者の中におやっさんが含まれていたことから猛の怒りを買い、仮面ノリダーのチーズ攻撃(巨大ねずみ捕り)で動きを封じられた上ですーパーNORIだーの「ジャイアントロボ(指ミサイル)」「おっきいダイナマイト」によりバラバラにされ、袋詰めにされて倒された。

カミナリ男（MADE IN 高木BU）
高木ブーの雷様がモチーフの怪人。特殊な電流で女性を操りハーレムを築こうとした。

カメラ男
使い捨てカメラの姿をした怪人。初めて「日本一のぬいぐるみ師」を名乗った。頭部のフィルムを抜かれると弱体化する。

おたまじゃくし男→ガマガエル男（MADE IN 球児 好児）
石神井公園にオタマジャクシを捕りに来たチビッ子をおたまじゃくしに変えようとした。おたまじゃくしの時はハブ男のように後ろで2名のジョッカー戦闘員が尻尾を支え、ガマガエルの時は『ウルトラマン』のペスターのように二人の人間が横に並んで着ぐるみを着ていた。登場のBGMは「ピョン吉・ロックンロール」（とんねるず1枚目のシングル）で、最後は「かえるのうた」の輪唱を歌った。ノリダー空気入れで腹が破裂し戦意を喪失、ノリダーに見逃されて池に帰ろうとしたが、走ってきたトラックに轢かれ死亡した。

アサガオ男→ユウガオ男（MADE IN 日比谷花壇）
誘拐を得意とする怪人で、ファンファン大佐発案による仮面ノリダーの正体暴露作戦に協力する。アサガオとユウガオは全く別の花だが、この怪人では同一の種類と解されている。
ジョッカーに捕まった一般人に仮面ノリダーの正体を明かす前、アサガオ男が『ねるとん紅鯨団』の「フリータイムあと5分」と言っていた。
仮面ノリダーが投げた小銭を取りに行こうとして転落して爆死を遂げる。

七夕男（MADE IN みるきい） / ヒコオ
名前のモデルは彦星。ジョッカー戦闘員。ジョッカーで禁止されている恋愛感情を持った交際をオリエとしていた。それがファンファン大佐にバレてしまい、罰として改造手術で「七夕男」に改造された。しかし改造手術を行ってもオリエへの愛は消えず、元のヒコオに戻った。オリエと同じくらいにジョッカーを愛しているというが、ファンファン大佐によく反抗していた。

花火男（MADE IN 大川興業）
本物の仕掛け花火を使うなど一番予算を使った怪人。自らの花火で火事を引き起こしたり夏祭りに参加した300人の群衆にダメージを負わせたりしていた。
一番高いのは、ジョッカーマークの花火200万円。安いのはノリダー花火返し1発2,000円。

コウノトリ男（MADE IN 十月十日）
ジョッカーベビー計画を遂行した怪人。ジョッカーベビー計画を遂行する前には仮面ノリダー/木梨猛を弱体化させる事に成功した。これによって一度は仮面ノリダーに勝利する。ストーリーはCMを挟んだ。

蚊取り線香男（MADE IN 鹿取）
ジョッカー蚊取り線香で人々をジョッカーの手先に変えようとした。最後は高橋慶彦に扮した仮面ノリダーとの野球勝負になるが蚊取り線香の燃え尽きにより力尽きて死を遂げる。仮面ノリダーは右投左打である事が判明。

シャワー男（MADE IN 角田 by 大人コーナー）
東京マリンに出現した活動停止機能を持つ怪人。場内の各種ウォータースライダーで仮面ノリダーと対決したのち自らのシャワーの故障により弱体化、場内最急角度の「スピード・スライダー」に流されて敗北。
背負ったプラカードには「かとんぼ〜!!」「危ねえ臭いしてやがんな」「カケブトンは肉ブトンですよ奥さん」の文字。

北海道男(MADE IN SUSUKINO命)
北海道ロケ1週目。北海道の地形及び名物を模した怪人。すーパーNORIだーによって倒される。仮面ノリダーのプロテクターがこの回の一部のみおニューになる。性感帯は青函トンネルを模した部分。

キタキツネ男 / クラーク博士3世（クラークはかせ3せい）
北海道ロケ2週目。クラーク博士の孫。北海道で自分の研究をバカにしていた人々を見返すための薬を開発していた。そんなところをファンファン大佐に付け込まれ、「キタキツネ男」に改造されてしまう（当初はバブルスに化ける）。仮面ノリダーとの対決ではあと一歩の所まで追い詰めるが、クラーク博士像から放たれた光線によって元の姿に戻された。

トーア・カマタ男（MADE IN 蒲田） / チョチョシビリ石橋（チョチョシビリいしばし）
キラー・トーア・カマタをモチーフとした怪人。人間時代の名前のモデルはショータ・チョチョシビリ。悪役レスラーで通称「人間反則技展覧会」「歩く極悪」の異名を持つ。数々の凶器、反則技、他人の試合に乱入して試合をめちゃくちゃにするなど相当のヒールレスラーだった。それを気に入ったファンファン大佐から「獣神ライガーに反則なしで勝ちたくないか」と誘われ、「トーア・カマタ男」に改造された。後楽園ホールでのライガー戦で怪人の姿を現し大会を混乱に陥れた。その後、仮面ノリダーによって助けられ、正統派プロレスラーとして更生。入場曲はブルーザー・ブロディも使用したレッド・ツェッペリン「移民の歌」。

デューティーフリー男（MADE IN 政府公認免税店） / タカ子（タカこ）
OL。ハワイでおやっさんから2日連続でナンパされた。その後、彼氏のためにおみやげを持って家に訪れると彼氏は別の女性と浮気していた。それをジョッカー身上相談所で相談すると、全世界の男を復讐するためという名目で「デューティーフリー男」に改造されてしまう。
さまざまな免税品をモチーフとしており、頭部のタバコカートンから取り出した巨大紙巻きタバコを仮面ノリダーに突き刺す「洋モクは1カートンまでなら持ってっていいのよ攻撃」からの点火攻撃「スピークラーク」で仮面ノリダーのスーツを焦がすことに成功するが同時に取り外した自らの頭部も炎上してしまった。
仮面ノリダーとの戦いに敗れるが、仮面ノリダーの「まごころの口付け」によって元の姿に戻った。そして次の相手として木梨猛を狙う。

プラネタリウム男（MADE IN 五木ひろし）
夜空に偽の星空を投影して病院の人々を洗脳しようとした。太陽の光に弱く星を消されて倒される。

台風の目男（MADE IN 床下浸水）
ジョッカーに操られたアラシ隊員により「嵐を呼ぶシール」を貼られた仮面ノリダーに大量の水を浴びせた。隠れジョッカーとして、大関晃（視覚効果）も参戦した。おやっさんが『ウルトラマン』のムラマツ隊長になり大活躍。

帝都大戦男 / 加藤タカオ（かとうタカオ）
同年公開された映画『帝都大戦』のキャラクター加藤保憲をモチーフとした東京破壊の魔王。天災と見せかけて、関東近県の群発地震、日本各地の火山活動活発化を行っていた。霊力で敵の動きを止めることができる。その能力を気に入ったファンファン大佐によって世界の半分をもらうことを条件に「帝都大戦男」に改造された。
火と電柱を背後に従え敵の動きを止める霊力やB-29爆撃機砲、火炎放射攻撃などで仮面ノリダーを追い詰めるが、辰宮雪子（南果歩）と加藤保憲（嶋田久作）の霊力で弱らされたあげく3人がかりで高いところから落とされ岩をぶつけられて倒された。
当怪人は、第71回全国高校野球で帝京高校が初優勝した際のユニフォームを軍服に見立てた（胸には「Teikyo大戦」の文字）。

ユーミン男(MADE IN yuming)
もとは「ソーダ水男」の名で台本が作られていたが「ユーミン男」に変更された。モチーフは“荒井由実”時代の楽曲『海を見ていた午後』の歌詞。石橋が乗り気ではなかったため、着ぐるみを前半分しか装着していない。身体にユーミンの歌のタイトルと歌詞が書かれていた。『リフレインが叫んでる』を歌ってしまい、猛に「その歌やめろ!」と言われた。

ゴルフ男（MADE IN ファ〜っちみつレモン） / 小松原貴夫（こまつばらたかお）
モデルは小松原三夫。ゴルフレッスンプロ。ジョッカー本部主催のゴルフコンペを優勝するために、ファンファン大佐に先生としてジョッカー基地に呼ばれた。そこでゴルフで鍛え上げられた足腰に目をつけたファンファン大佐が怪人にしようと画策。ちょうど「レッスンプロでは食っていけない」と考えていた小松原プロはジョッカー専属プロになって一生面倒を見てくれることを条件にジョッカーの一連の計画である「スポーツ選手を改造した怪人」の第一号「ゴルフ男」に改造された。仮面ノリダーとの対決で、ビームでゴルフボールにされ、「ノリダードライバー」を受けて倒されてしまった。
この回からスポーツ対戦企画が定番化した。
ドラコン対決、ゴルフカートでチキチキマシン猛レースなど

プロ野球男(MADE IN BIG EGG) / 石橋貴史（いしばしたかし）
東京ジャイアンツの投手。背番号は1484（いしばし）。ヒーローインタビューの締めは「タカさ〜ん、チェック!」がお決まりなよう。車で帰宅する際に、飛び出してきたマリナさんに「ケガを負わせた」と思い、自分の家まで送り、マリナさんに近づいた。そんな2人を見ていじけまくった猛だったが、ジョッカー基地に入る石橋投手の姿を目撃する。実は石橋投手は大学時代に勝ち星に恵まれなかった所にジョッカーの甘い誘いに乗っかってしまい「プロ野球男」に改造されていた。マリナさんに近づいたのも仮面ノリダーを倒すジョッカーの策。しかし、ファンファン大佐から「すぐにノリダーを倒せ」と言われたのにもかかわらず「大阪バファローズとの日本シリーズが終わるまで待ってほしい」と言ったり、マリナさんに本当に恋するなど人間の心を捨て切れなかった。結局、強制的に怪人の姿にされるものの、一度は仮面ノリダーによって倒されるが、マリナさんの懸命の呼びかけによって元の人間へと戻り一命を取りとめた。

カップラーメン男（MADE IN 小池さん）
冷酷な会社役員（ジュンコとモモエの父親）の意思を注入して作った怪人。しかし、戦えるタイムリミットは3分間。

バレーボール女(MADE IN World Cup'89) / ハイマン・タカ
名前のモデルはフローラ・ハイマン。アメリカ生まれ、名前、片言の日本語、女にして182センチメートルと思い切り外人だが、日本国籍を持っている。マリナとは高校時代にバレーボール部に所属し、親友。マリナと共に合宿所に訪れた猛のことを好きになった。念願かなって全日本のメンバーに選ばれ、その素晴らしい素質を存分に見せつけた。そんな女ながら強靭なパワーをファンファン大佐は気に入り、仮面ノリダーが猛であることを隠して、仮面ノリダー抹殺のために「バレーボール女」に改造する。ハイマンは「ノリダーを倒せば猛は自分のものに、そして姿も元の女性に戻れる」と信じた。仮面ノリダーとの戦いでは見事に仮面ノリダーを倒したかに見えたが、そのショックで仮面ノリダーは猛の姿に戻り、バレーボール女は自分が騙されたことに気づく。怒りに燃える彼女は騙したファンファン大佐を倒しにジョッカー基地を襲うが、ファンファン大佐の「ジョッカービーム」によって処刑された。
この回に限り、納谷悟朗がナレーションを務めた。納谷が『サインはV』のナレーターを担当していた為、そのパロディとなっている。

マラドーナ男 / 石橋翼（いしばしつばさ）
名前のモデルは『キャプテン翼』の主人公・大空翼。提供高校サッカー部のキャプテン。背番号は10。試合を一人で決めてしまうほどの実力を持つ超高校級のサッカー選手であるが、人一倍の自信家。高校時代にサッカー部で補欠だった猛を妙に見下していた。しかし、実は寂しがり屋であり、小さい頃から本場アルゼンチンでサッカー教育を受け、その恵まれた才能が彼を常にNo.1の位置にいさせ、わがままな人間を作ってしまったのだった（マリナ談）。ちょうどその時、彼はファンファン大佐に狙われ、ゲームをおごってくれた上に世界一のプレーヤーになれるという甘い誘惑に乗り「マラドーナ男」に改造される。しかし、ファンファン大佐は脳の改造手術の際にジョッカーコントロール装置を組み込んでおり、彼は仮面ノリダー抹殺のために操られてしまう。本家『仮面ライダー』で言えばトカゲロンに近い内容だが、こちらは悲劇的結末にはならずに、なんとか仮面ノリダーによって元の姿に戻ることができ、彼はチームプレーに徹する選手となった。彼は仮面ノリダーを見て「木梨さん」と話しかけており、どうやら正体を知っているようである。
怪人の名前はサッカー選手（現・アルゼンチン代表監督）のディエゴ・マラドーナが元ネタ。

ボウリング女 / 石橋貴代（いしばしたかよ）
- 演：小島聖（中学時代）

売り出し中のトッププロボウラー。猛とは「たかぶー」「たけ坊」と呼ぶ会うほど仲がよく中学時代は恋人でもあった。中学卒業後、お互い別々の高校に進学し、高校2年の春休みに久しぶりに再会。しかし、貴代は見るも無残なブスな女子になっていた。猛はそれっきりかかってくる電話をすべて居留守にして連絡を拒絶した。時は流れ、ボウリング場で偶然再会。久しぶりに二人でお茶を飲んでいたが、猛に彼女がいるとわかると豹変。振った猛への復讐を誓い、ファンファン大佐によって「ボウリング女」に改造され残忍な女へと変貌した。仮面ノリダーとの対決で敗れると元の貴代に戻った。その後、「優勝するのはいったいどこの誰でしよう?ボウリング大会」で優勝、トロフィーを猛とマリナに贈った。

寒中水泳大会男（MADE IN 大磯ロングビーチ ヒキタ班 おりも政夫）
人気モデルの石間トオルに化けて、仮面ノリダーを倒し、一生トオルの姿で女からモテまくろうとした。仮面ノリダーに倒され、本物のトオルは仮面ノリダーに救われた。ストーリーはCMを挟んだ。

ヒゲゴジラ男
ジョッカーが密かに入手したゴジラ細胞を使って作り出した唯一の巨大怪人。
1話2週完結、サブタイトルは「ヒゲゴジラVS仮面ノリダー」。1989年末に公開された『ゴジラvsビオランテ』のパロディだが、バラエティ番組の1コーナーとしては破格の予算が掛けられた（都市のミニチュアに800万円、巨大ノリダーの手に100万円）。
『ハレンチ学園』のヒゲゴジラのパロディ怪人でもある。

マイケル・チャン男 / 石橋チャン（いしばしチャン）
名前のモデルはマイケル・チャン。日本語をまだ勉強中だというが、ハイマン・タカと同じく日本人である。少年時代、母子家庭だったために貧しくラケットも買えず、名前もチャンという変な名前だったためにテニス友達から疎外されていた。そんなバカにしてきた奴らを見返すために、持ち前のハングリー精神でテニスを独学で学び、日本のみならず世界的トッププレイヤーになった。猛たちも通うテニス教室を開いたときに、ファンファン大佐の催眠術にかかってしまい、「マイケル・チャン男」に改造されてしまう。仮面ノリダーと対決して敗れると、元の姿に戻り、見事「テニスワールドカップ'89東京大会」を制覇した。
当時放送されていたマイケル・チャン出演のCM（日清・カップヌードル「CHINA」）もパロディにしている。

アイスホッケー男 / 石橋貴文（いしばしたかふみ）
黒土計画アイスホッケー部のエース。渡辺マリの恋人であり、彼女を「マリっぺ」と呼んでいる。東北訛りで喋る。5年前に地方から一人前のアイスホッケー選手を目指して上京。「一人前になったら、マリを東京へ呼ぶ」と約束していたが、東京に別の彼女を作っていたらしい。マリのお父さんに変身したファンファン大佐から「アイスホッケーの腕を上げたくないか」という誘いに騙され「アイスホッケー男」に改造されてしまう。猛からベルトを奪い、変身不能にさせて窮地に追い込んだ。だが、マリの決死の飛び込みによって、ベルトを取り返した仮面ノリダーはアイスホッケー男と対決するが、これまたノリダーを窮地に追い込む。しかし、仮面ノリダーの身代わりになってマリが倒れると貴文は元の姿に戻った。そしてマリのケガが治ると、田舎に帰って彼女と共に二人で生活することにした。

大運動会男（MADE IN 火曜ワイドスペシャル） / 西城ひろみ（さいじょうひろみ）
名前のモデルは西城秀樹と郷ひろみを足したもの。元アイドルで疎開興業取締役。アイドル時代はまったく売れていなかったが、オールスター紅白大運動会では他の芸能人を押し退けて活躍していた。現在は主に地方タレントの興行を行い「中目黒町内対抗大運動会」を取り仕切っていた。しかし、その正体は東京破壊を目的にした「大運動会男」。マリナに頼まれて猛を特訓するが、本当の狙いは改造人間である猛の体を壊すことであった。見事に猛に重傷を負わせたひろみは、次にアミーゴへ出向き時限爆弾を仕掛け、おやっさん&マリナの暗殺を狙った。アミーゴを爆破させることには成功したものの、なんとか難を逃れた二人を、今度は自ら命を狙うが危機一髪で猛に阻まれ、最後に彼は大運動会会場を爆破させるために、大運動会男に変身した。その後、仮面ノリダーに挑むが、「ノリダーにしきのあきらキック」を受けて倒された。
前編で橋の柵の上で歩いて転落し、左腕を打つ怪我をするハプニングがある。

ミッキーキャット男 / ジョッカーランド清掃係（ジョッカーランドせいそうがかり）
ジョッカーランドの清掃係兼ぬいぐるみ係。ぬいぐるみに着替えている姿をチビ太に目撃され、パレードを行っている最中にチビ太から「この中には人が入っているんだ!」と叫ばれてしまい、気が動転した彼はぬいぐるみを取ってしまい、チビ太をボコボコにする。その結果、仕事をクビになった彼をファンファン大佐が狙い「ミッキーキャット男」に改造された。最後は、仮面ノリダー&チビノリダーによって倒された。
怪人の元ネタはミッキーマウスだが、大人の事情からかノリダーは終始「ねこ男」と呼んでいた。

ツバメ男 / 石橋北上（いしばしほくじょう）
おかげです銀行河和田町支店に押し入り、銀行強盗を行った。その際に居合わせた猛を銃撃している（世間では死亡したと報道された）。奪った金でテレビの技術会社を買い取って金持ちになろうと画策する。ファンファン大佐はそんな北上に目をつけ、警察から逃がしてやることを交換条件に彼を「ツバメ男」に改造した。ノリダーとの対決では敗れたが、彼には北海道で彼の帰りを待つ母親がおり、銀行で奪った金を返して、もう悪い事をしないと約束して、元の姿に戻り、母親の待つ北海道へと帰って行った。
ヤクルトスワローズが元ネタの怪人。

ゴキブリ男(MADE IN KITCHEN) / 石橋タカオ（いしばしタカオ）
石橋美沙子の兄。美沙子と生き別れたが、ジョッカーに魂を売ってしまい「ゴキブリ男」に改造されていた。ある日、アミーゴに突然現れるとアルバイトとして働きはじめ、周囲から信頼を得ていった。その狙いは、猛をアミーゴの金を盗んだとして孤立に追い込み、妹の美沙子も睡眠薬で眠らせ改造人間「女ノリダー」への改造手術を行ったことだった。その改造途中に猛が現れて、正体がバレるとゴキブリ男に変身した。その後仮面ノリダーと美沙子が改造された姿である女ノリダーに挑むが「ノリダー&女ノリダー・ダブルキック」で倒された。
スタジオのみでの撮影（爆破あり）。
唯一、本家に同名の怪人がいるが関連はない。

再生ラッコ男 / 石倉健（いしくらけん）
名前のモデルは高倉健。小豆の売り買いが成功して外国で活動する青年実業家。マリナとは高校の同級生で恋人でもあった。仕事途中にアミーゴに偶然立ち寄ってマリナと再会。そのままアミーゴに泊まり、マリナをデートにまで誘うなど、猛を動揺させる。その正体はかつて仮面ノリダーに倒されたはずの「ラッコ男」で本物の石倉健は既に死亡していた。新たな力によって「カルガモ男」、「プードル男」、「うさぎ男」を復活させ、仮面ノリダーをピンチに追い込むが、天からのおやっさんの激によって奮起したノリダーの「おやっさん急所ダイナマイト」によって敗れ去った。着ぐるみは新調で、オリジナルより顔が大きい。

再生カルガモ男・再生プードル男・再生うさぎ男
「最後の決戦」で登場。着ぐるみは全て新調。鳴き声は石橋が1人で当てていた。なお再生怪人のうち初登場時に仮面ノリダーに倒されているのはカルガモ男のみ。

## ゲロジョッカー側
ゲロジョッカーの元ネタは、本家『仮面ライダー』（1号、2号）に登場した「ゲルショッカー」のパロディ。エンブレムは嘔吐する翼の生えた虎。

### ゲロジョッカー幹部
猩猩右近（しょうじょううこん）
- 演：ボブ市川

キング・ジョッカー男を助けた人物でゲロジョッカーの最高司令官だが、芝居が出来ない。第7話では「一からやり直す」と言う理由で戦闘員になり、ノリダーV2と直々に対決するもあえなく敗北。第8話でまた最高司令官に戻るも居酒屋で自棄酒に浸っていた所をそうとは知らない田抜親二郎（変身タヌキ男）の用意した酒を呑んで狂暴化した。最終話（第9話）では帝京蜂男を帰還させようとして「基地にもどる」ボタンを押そうとしたが間違えて自爆ボタンを押してしまい、円盤基地もろとも爆死。

バンバンビガロ大佐
- 演：クラッシャー・バンバン・ビガロ

『V2』第1話「誕生!仮面ノリダーV2 〜デモンバズーカ登場の巻〜」のみ登場したゲロジョッカーの幹部の一人。猩猩右近でも軽くあしらうほどの怪力の持ち主。キング・ジョッカー男は彼に対して敬語で会話していた。デモンバズーカを送り込み仮面ノリダーV2を倒そうと企んだ。だが第2話以降は登場してはおらずその後の消息は不明。

ゲロジョッカーのみなさん
- 演：倉田プロモーション

ゲロジョッカーの戦闘員。黄色いヘルメットに黄色い全身タイツが特徴。掛け声は「ゲロゲーロ!」。最終話（第9話）では猩猩右近の「お約束」による基地の誤爆により全滅したと思われたが、特別編の「仮面ノリダー IN マウイ 恐怖ヤシの実男」では残党が登場した。

クローンマリナ
- 演：石橋貴明

V2第2話「V2危機一髪 〜マリナさんが二人の巻〜」に登場。ゲロジョッカーが開発したマリナに似たロボット。アミーゴに潜入し、一文字マモルを毒薬入りのビールで毒殺しようと企むが、あと一歩の所で本物のマリナがアミーゴに帰ってきた事で鉢合わせになってしまい、一文字マモルによってニセモノであることが見抜かれ、その後の消息は不明。

バードショップ「ゲロ」店長
- 演：石橋貴明

V2第7話「ま、まさかこんな死に方で ～セキセイインコ男登場の巻～」に登場。人を襲うインコを売りさばいた。

### ゲロジョッカー怪人
初期は本家『仮面ライダーV3』と同様、「デストロン」の怪人である機械合成怪人のパターンだったが、終盤になっていくと前作のジョッカー怪人のパターンに戻った。
モグラドリル
- 声：木梨憲武

モグラとドリルを合成したゲロジョッカー怪人第1号。「モグモグドリル」と呼ばれる鼻先のドリルで群発地震を起こした。一文字マモルの「マモルチョップ」でドリルを折られた上に、「マモルキック」で蹴飛ばされて爆死した。この怪人だけ石橋は演じていない。ノリダーシリーズでは初めての顔出しのない完全な怪人であり、変身前の状態で倒した最初で最後の怪人でもあるが、それらの性質ゆえ「V2」最終話（第9話）OPや「ノリダーINマウイ」OPにおける歴代怪人ダイジェストでも彼だけが省かれている。名前の元ネタは『仮面ライダーV3』の「ドリルモグラ」。

デモンバズーカ
バンバンビガロ大佐が作った怪人（彼曰く、「秘密兵器」）。外見の元ネタが『マグマ大使』の悪役・ゴアに由来している。背中にバズーカ砲を装着している。口からゲロビームなる光線を出すことも可能。最期は撃った砲弾を仮面ノリダーV2の「V2トカチョフキック」で跳ね返されて爆死。バズーカ部分は『仮面ライダーV3』の「カメバズーカ」がモチーフ。最終回（第9話）で再登場したときは、バズーカ砲がなくなっていた。

マンモスカッター
クローンマリナの出来に不信をもったキングジョッカーが科学陣に作らせた。両手がそれぞれカッターナイフと電動ノコギリになっているマンモスの化石の怪人。被り物は『仮面ライダーV3』の「キバ男爵」がモチーフ。最期は仮面ノリダーV2に弱点である牙を折られ、「ノリダーV2大回転キック」で倒された。

ドクバリコブラ
右腕の注射から溶解液を出すコブラの怪人。頭の中に溶解液の解毒剤がある。貯水池の水に毒液を入れた怪人で、仮面ノリダーV2のダブルタイフーンを溶かした。『仮面ライダーV3』の「マシンガンスネーク」と「ドクバリグモ」がモチーフ。最期は頭の中の溶解液の解毒剤を仮面ノリダーV2に奪われてしまった挙句、V2マシンガンで注射器を破壊され、V2スクリューキックで倒された。マモルと初対面した時には、「キカイダー01」、「ミラーマン」、「快傑ライオン丸」と勘違いしていた。この回の爆破シーンは木梨ですらビビったほどの凄い量の火薬だった。

ゲロコウモリ
武器モチーフが不明の吸血怪人。この怪人に血を吸われた人間は溶かされ白骨死体となってしまう。マモルから「V2コンパクト」を奪う事に成功した。変身直後の仮面ノリダーV2に不意打ちをくらわせるなどかなりの強敵で、倒されてもなお自爆装置によって仮面ノリダーV2もろとも自爆しようとしたほど。『仮面ライダーV3』の「バーナーコウモリ」がモチーフ。なお仮面ノリダーに人間の溶解シーンが登場するのはこれが最初で最後である。キング・ジョッカー男と同様、分身能力を持つ怪人である。

サンダーキャット / 一文字タカ美（いちもんじタカみ）
一文字マモルの妹。マモルとは生き別れだったが、ゲロジョッカーに魂を売ってしまい「サンダーキャット」に改造された。電気がエネルギー源で、放電攻撃も起こす事が可能。補充のためにゲロジョッカー基地から吸収した電気の電圧がオーバーランしてしまい、爆死を遂げた。最初期の設定ではアイドルを目指すが、先輩たちの虐めで顔が醜くなり、復讐のために怪人になり、自分の顔を醜くさせた先輩たちを殺害するという設定だった。

スプレーラビット / 石橋貴文（いしばしたかふみ）
うさぎとスプレーを合成したゲロジョッカー最後の合成怪人。「子供と動物にかなわない」というマモルの弱点を突いた作戦で、ウサギを連れた不良小学5年生の石橋貴文に姿を変えて、おかげです小学校に転入。ウサギから放つ催眠光線で子供たちを操り、「ゲロジョッカーラビット」という分身による毒霧散布作戦を遂行した。仮面ノリダーV2をモノマネさせるよう手なづけた上、ニンジン付きの罠による反撃をものともせず、逆に福耳を引き千切るなど善戦したが、自分が落とした毒霧スプレーを仮面ノリダーV2に吹きかけられ溶けてしまい、結局作戦は失敗に終わった。名前の元ネタは本家『仮面ライダーV3』の「スプレーネズミ」。最初期の段階ではスプレーラットだったものの、諸事情の絡みで変更された。

鳥人セキセイインコ男
旧ジョッカー式ゲロジョッカー怪人第一号。インコに化けてマリナさんの家に潜入しある男性俳優の名前を連呼してマリナさんを動揺させた。嘴やつば攻撃で仮面ノリダーV2と渡り合うが、最期は仮面ノリダーV2の用意した子供用プールで水死を遂げた。

変身タヌキ男 / 田抜親二郎（たぬきおやじろう）
人間を洗脳させる酒を飲ませてパニックに陥れる。水尾が即興で仕掛けた爆薬の連発にビビッて逃げてしまい、その後の消息は不明。

再生怪人軍団
かつて仮面ノリダー1号、仮面ノリダーV2に倒されたジョッカー、ゲロジョッカー怪人がキング・ジョッカー男の手によって復活した軍団。アミーゴに現れたレンタルビデオ男以外は倉田プロモーションの若手が演じており、レンタルビデオ男、オランウータン男、トナカイ男、カニ男、帝都大戦男、ホルスタイン男、カミナリ男、トーア・カマタ男、チョコ玉男、プロ野球男、象男、デモンバズーカ、スチームアイロン男、カルガモ男、ヒゲゴジラ男、雪ダルマ男、花火男、マンモスカッター、コアラ男、ゲロコウモリ、大仏男、バレーボール女、キタキツネ男、プードル男、うさぎ男、新巻ジャケ男他多数のジョッカー怪人、ゲロジョッカー怪人たちが登場している。しかし雪ダルマ男に対する仮面ノリダーV2の足かけでドミノ倒しを食らい、大仏男の杖であっけなく全滅した。

ヤシの実男(MADE IN MAUI) / 謎のタクシードライバー（なぞのタクシードライバー）
残党怪人の一体。マリナに会うためにマウイを訪れた猛を、ゲロ・ジョッカーの支配下であるホテルへと送った。その正体はキング・ジョッカー男の息子。その後、仮面ノリダー1号に挑むが「ノリダー小さくなりなさいビーム」で小さくされ、袋叩きにもされ、その後「ノリダービン」に入れられビンごと海に流されてしまった。

ピラミッド男(MADE IN EGYPT)
残党怪人の一体。エジプトで仮面ノリダー1号との宣戦を誓うが、結局仮面ノリダーとの対決は描かれずじまいに終わった。

## ゲスト
逸見政孝（いつみまさたか）
第13話「恐怖カニ男」に登場。終盤のニュースコーナーに登場した。

バブルス（ばぶるす）
- 演：石橋貴明

第19話「恐怖月の輪ぐま男」、第30話「恐怖サメ男」、第42話「恐怖キタキツネ男」に登場。「みなさんのおかげです」に登場していた石橋が演ずる猿。旅行で猛たちが地方へ行く際には必ず現れた。猛にいつもスリッパで叩かれた。

不二幼稚園（ふじようちえん）
第20話「恐怖おひな様男」に登場。仮面ノリダーの似顔絵を送ったお礼としてロケを行った。石橋演ずるおひな様男は、この幼稚園の園児たちから袋叩きに遭う（この時の仮面ノリダーの技は「ノリダー・すげ〜楽」）。石橋はこれに相当まいったようで撮影終了後に幼稚園児でも結構強かったと語っている。フジテレビとの「フジ」繋がりなのは偶然のよう。

東沙織（ひがしさおり）
- 演：南沙織（50年前写真）、平良とみ

第29話「恐怖ハブ男」に登場。おやっさんと3年前から文通をしていた。お互い若い頃の写真を送っていた。そして、おやっさんは猛とマリナを連れて沙織の住む沖縄へ飛び、ついにご対面。そこには写真から50年過ぎた東沙織の姿があった。その後お互い写真は嘘をついたものの、ねるとん形式で交流を深め合い告白タイムを迎える。だが、おやっさんの想いは見事に打ち砕かれることに。

中沢初絵（なかさわはつえ）
砂辺有利子（すなべゆりこ）
第30話「恐怖サメ男」に登場。「ノリダーVSサメ男 ウレタン早渡りゲーム!」のアシスタントを務めた。

ひろしの母（ひろしのはは）
- 演：木梨憲武

第31話「恐怖ハリネズミ男」に登場。ひろしと明夫の母親。女手一つで二人の子供を養っていたよう。明夫が死んだ際にはひろしが見たことがなかった程の涙を流した。

舞（まい）
- 演：喜多嶋舞

第33話「恐怖カメラ男」に登場。猛の初恋の人。自転車で猛の顔を引いたことで偶然再会。主にちびっこをメインにしたカメラマンになっていた。少年野球チームの監督が婚約者であり、猛の淡い期待は見事に崩れた。

青空球児・好児（あおぞらきゅうじこうじ）
第34話「恐怖おたまじゃくし男 転じて ガマガエル男 〜華麗なる変身の巻〜」に登場。「ちびっこの正しいカエルの鳴き方教室」の特別講師としてちびっこハウスに招かれた。

猛のおばあちゃん（たけしのおばあちゃん）
- 演：木梨憲武

第35話「恐怖アサガオ男」に登場。「アサガオの汁をみんなにぶちがけるとジョッカー基地での出来事はすべて忘れるぞよ」という昔からの言い伝えを猛が人間だったころに伝えていた。

河野景子（こうのけいこ）
第37話「恐怖花火男」、第57話「ヒゲゴジラvs仮面ノリダー（前編）」、第68話「恐怖ツバメ男（前編）」に登場。当時はフジテレビアナウンサーで、ニュースを報道するためにアミーゴに来店していた。ツバメ男の回では「おかげですすっとこっどこいニュース」のアナウンサーとレポーターを務めていた。

クラーク博士（クラークはかせ）
- 声:富田耕生

クラーク博士3世の爺。銅像ながらもキタキツネ男に改造されたクラーク博士3世を改造される前の姿に戻し、仮面ノリダーのピンチを救った（声のみ）。

獣神ライガー（じゅうしんライガー）
第43話「恐怖トーア・カマタ男」に登場。新日本プロレス所属のプロレスラー。猛とマリナが大ファン。おやっさんの後輩でチョチョシビリ石橋との試合を招待した。しかし、その試合はチョチョシビリ石橋が改造されたトーア・カマタ男によって中断。後に更生されたチョチョシビリ石橋と再戦した。
トーア・カマタ男から「阪神タイガー」と呼ばれた。

木村健悟（きむらけんご）、越中詩郎（こしなかしろう）、野上彰（のがみあきら）、松田納（まつだおさむ）
第43話「恐怖トーア・カマタ男」に登場。当時・新日本プロレス所属のプロレスラー。みなさん揃って手を上げて逃げるお約束をしてくれた。

山本小鉄（やまもとこてつ）
第43話「恐怖トーア・カマタ男」に登場。レフェリー。チョチョシビリ石橋が乱入された際は上着を破られたり、トーア・カマタ男に対しては凶器のフォークで反撃したりと大活躍してくれた。

青嶋達也（あおしまたつや）
第43話「恐怖トーア・カマタ男」が初登場。実況アナ。後に登場するスポーツ系怪人とのスポーツ対決の際に実況を務めた。この回が初登場で、プロレス試合の実況をしていた。

医師
- 演：石橋貴明

第45話「恐怖プラネタリウム男」に登場。リハビリ科から産婦人科までも担当しており、何科の医者かは不明（猛は「なんでもありあり科」と予想していた）。一人ナースとも交際してるようである。

お天気おじさん（おてんきおじさん）
- 演：福井敏雄

第46話「恐怖台風の目男」に登場。気象予報士。台風に吹き飛ばされたりしながらも一連の動きを知らせた。最後にアミーゴで一曲歌っている。

アラシ隊員（アラシたいいん）
- 演：毒蝮三太夫

第46話「恐怖台風の目男」に登場。『ウルトラマン』の科学特捜隊・アラシ隊員本人が制服もそっくりに登場した（愛銃スパイダー付き）。正義の味方だったがジョッカーの光線を浴びて操られ、「嵐を呼ぶ作戦」を考案し「台風の目男」及び「嵐を呼ぶシール」を作成した。アミーゴへ出向き、おやっさんとの再会を喜んでいる合間に猛に嵐を呼ぶシールを貼り、猛こと仮面ノリダーを窮地に追い込んだ。仮面ノリダーと台風の目男の戦いを見守っていたところに、異変に気づいたおやっさんが科学特捜隊の制服で現れ「おやっさんパンチ」を放ち、元のアラシ隊員に戻った。

辰宮雪子（たつみやゆきこ）
- 演：南果歩

第47話「恐怖帝都大戦男」に登場。映画『帝都大戦』の役そのままで登場。平将門の末裔で東京の守護神。東京女子医科大学病院の看護婦でもある。仮面ノリダーのピンチには東京の守護神として助けに入った。しかし、帝都大戦男の霊力には太刀打ちできなかった。その後大学病院を退職し、もっと患者が多い病院へと移った。

加藤保憲（かとうやすのり）
- 演：嶋田久作

第47話「恐怖帝都大戦男」に登場。同じく映画『帝都大戦』の主役。昭和20年の空襲で地獄と化した東京に、怨念によって蘇った帝都破壊の魔王。偽者の帝都大戦男を倒すためにノリダーと協力した。なお、帝都大戦男からは「あご勇」や「アントニオ猪木男」呼ばわりされていた。霊力を放っている時のアップの顔は怖い。帝都大戦男を倒すと帝都破壊を予言して消えた。

谷沢健一（やざわけんいち）、須田珠理（すだじゅり）
第50話「恐怖プロ野球男」に登場。当時、本当の『プロ野球ニュース』の司会者の2人。

佐々木信也（ささきしんや）
- 演：木梨憲武

第50話「恐怖プロ野球男」、「重大ニュース」に登場。『プロ野球ニュース』の解説者として木梨がモノマネした。

別所毅彦（べっしょたけひこ）
- 演：石橋貴明

第50話「恐怖プロ野球男」に登場。同じく解説者として石橋がモノマネした。

石橋部長（いしばしぶちょう）
- 演：石橋貴明

第51話「恐怖カップラーメン男」に登場。ジュンコとモモエの父。父子家庭だが、ジュンコとモモエには食費を渡すだけで教育には無関心。そればかりか仕事では一切の情けを許さない冷酷な男。そこに目をつけたファンファン大佐によって、冷酷な心は「カップラーメン男」に移植され、残りの細胞や記憶はすべて消された。しかし、仮面ノリダーによってカップラーメン男が倒されると、冷酷な心が消えると共にそれ以外が甦り、それによって優しいマイホーム・パパに生まれ変わった。ジュンコとモモエが栄養失調になりながらも、自分の知らない間にお金を貯めて贈った誕生日プレゼントに心から感動した。

塩原恒夫（しおはらつねお）
第52話「恐怖バレーボール女」に登場。バレーボール試合の実況を担当した。

須田開代子（すだかよこ）、並木恵美子（なみきえみこ）
第54,55話「恐怖ボウリング女」に登場。女子プロボウラー。貴代と練習や大会でスコアを競い合った。

石間トオル（いしまトオル）
- 演：石橋貴明

第56話「恐怖寒中水泳大会男」に登場。名前のモデルは風間トオル。人気モデル。口癖は「石間、トオルです」。「第1回中目黒杯争奪キャピキャピ女子大生寒中水泳大会」の特別ゲストとして呼ばれた。実はこの石間はジョッカーが送り込んだ「寒中水泳大会男」が変身した偽者であり、本物の石間はジョッカーに捕まっていた。寒中水泳大会男が高いところから倒されると、本物の石間トオルも救出された。だが、偽者も本物も性格があまり変わらなかった。

ダンプ松本（ダンプまつもと）
第56話「恐怖寒中水泳大会男」に登場。女子プロレスラー。石間トオルと同じくゲストとして呼ばれた。水中騎馬戦では一人生き残り、多数の相手にマジでやってくれた。

江藤博利（えとうひろとし）
第56話「恐怖寒中水泳大会男」に登場。「第1回中目黒杯争奪キャピキャピ女子大生寒中水泳大会」の司会を務めた。

石橋一人（いしばしかずと）
- 演：石橋貴明

第57話、第58話「ヒゲゴジラvs仮面ノリダー」に登場。名前のモデルは映画『ゴジラvsビオランテ』の主役・桐島一人。桐島と同じく、筑波生命工学研究所の研究員かは不明。大河内明日香のことを愛しており、付き合ってもいないのに結婚を申し込んでいた。さらに、どんな状況でも彼女と2人きりになろうと下心丸出しだった。だが、彼女を待つために3時間もアミーゴにいたり、ヒゲゴジラが東京を破壊する中で彼女を守るために建物の下敷きになったり一途な面も持ち合わせている。その一途な思いから、建物の下敷きになりながらも「明日香と結婚するまで死ねない」と自力で生還した。

大河内明日香（おおかわうちあすか）
- 演：田中好子

第57話、第58話「ヒゲゴジラvs仮面ノリダー」に登場。精神開発センターの研究員。映画『ゴジラvsビオランテ』の役ほぼそのままでの登場だが、素のスーちゃんとしてキャンディーズ時代の話をする場面もあった。ちびっこハウスの子供たちが全員同じ夢を見たの聞いて、ゴジラ復活を予言した。日本政府が保管しているはずのゴジラ細胞を偶然持っていて猛に託した。石橋一人より求婚され断っていたが、心の中では石橋のことを思っていたらしい。

渡辺マリ（わたなべまり）
- 演：渡辺満里奈

第61話、第62話「恐怖アイスホッケー男」に登場。貴文の初恋の人。貴文に会いに上京してきたが、彼の心の中に自分がいなくなったと悟り、別れを決心する。最後に猛の提案で自宅に訪れてみるが、そこにはジョッカーに改造されてしまった貴文の姿があった。それでもマリは貴文からどんな相手にされなくても彼を愛し続けた。結果的にその一途な愛がノリダーのピンチを救い、貴文を元の姿に戻させることになる。彼女と貴文は猛の正体を知っている。

ティディ・ジャパン・ん郷（ティディジャパンごう）
- 演：木梨憲武

第65話「恐怖大運動会男（後編）」に登場。郷ひろみのものまね。ノリダーと大運動会男の水泳大会の競技中に「二億三千五百万の瞳」を熱唱。

CoCo
第65話「恐怖大運動会男（後編）」、第66話「恐怖ミッキーキャット男（前編）」に登場。第65話ではノリダーと大運動会男の水泳大会の競技中に「はんぶん不思議」を歌唱。翌第66話では大運動会男に爆破されて新装開店したアミーゴをお祝いするために来店し、CoCoつながりでココアやココ山岡のダイヤモンドを注文しようとした。

ナグリ
- 演：ヒロミ（B-21SPECIAL）

V2第4話「奪われたV2コンパクト ～吸血ゲロコウモリ登場の巻～」に登場。アミーゴの閉店時間までいた客。定時制高校の野球の試合があるから行ったものの、立花藤兵衛に定時制高校も閉まっていると突っ込まれてしまう。その後新聞の夕刊が届いたあと、アミーゴを去っていた。

ホテルの支配人
- 演：デール・パイソン

「恐怖ヤシの実男 ～ハワイだマウイだワーイワーイの巻～」に登場。

小泉今日子（こいずみきょうこ）
最後の決戦「恐怖ラッコ男」に登場。再生ラッコ男がピンチの際に彼を応援した。番組としての「みなさんのおかげです」では準レギュラー的存在の小泉だが、仮面ノリダー出演はこれが最初で最後となった。

## ナレーター
中江真司（なかえしんじ）
本家『仮面ライダー』と同様にメインナレーションを担当。第36話「恐怖七夕男」では自ら顔出し出演、第57話「ヒゲゴジラvs仮面ノリダー（前編）」では猛たちの声を吹き替えした。

久米明（くめあきら）
第23話「恐怖すっぽん男」に登場。すっぽん男が海に帰るときにナレーターを担当した。

皆口裕子（みなぐちゆうこ）
第29話「恐怖ハブ男」、第48話「恐怖ユーミン男」に登場。『ねるとん紅鯨団』のナレーターを担当していたため、「ハブ男」でのおやっさんと東沙織のねるとんをナレーションした。「ユーミン男」でもねるとんと同じくイメージシーンで登場した。

納谷悟朗（なやごろう）
第52話「恐怖バレーボール女」に登場。本家『仮面ライダーシリーズ』の首領の声と『仮面ライダーアマゾン』のナレーターを担当していた。この回では中江真司に代わって本編のナレーターを担当した。

巻上公一（まきがみこういち）
第59話「恐怖マイケル・チャン男（前編）」に登場。劇中のテレビで流れた『カップメン・チョイナ』のCMのナレーションを担当。

掛川裕彦（かけかわひろひこ）
第61話「恐怖アイスホッケー男（前編）」に登場。貴文の回想シーンの駅内アナウンスを担当。

松尾銀三（まつおぎんぞう）
第70話「恐怖キング・ジョッカー男（前編）」に登場。ジョッカー総帥の登場シーンの口上を担当。

## スタッフ
鈴木康之（すずきやすゆき）
第19話「恐怖月の輪ぐま男」に登場。当時・大道具。愛称ヤッさん。草津に行くと酔っ払うらしい。

時宗大（ときむねだい）
第28話「恐怖カーネーション男」に登場。当時・第2製作部AD。石橋に代わってぬいぐるみを着ていた。他にも「恐怖大運動会男」で名前を呼ばれたりした。

平沢晃（ひらさわあきら）
第37話「恐怖花火男」、第40話「恐怖シャワー男」に登場。当時・ニューテレス音声。通称ウメボシ殿下。花火男の回では、ちょうど梯子の上で身動きができなかったところを、敵を見失った花火男から大量の放水を浴びせられた。花火男は仮面ノリダーと同じく彼も倒したかったらしい。その後、シャワー男に登場したときにはニューテレスをやめていた。

大関晃（おおぜきあきら）
第46話「恐怖台風の目男」に登場。当時・視覚効果。ジョッカーの一員として強力な放水で仮面ノリダーを苦しめた。最後は台風の目男と共に高いところから倒された。なお、この回以外も「恐怖カミナリ男」などの水ある所や、煙などの噴射機を使用した際に名前を呼ばれている。

水尾一雄（みずおかずお）
総集編「仮面ノリダースペシャル」、V2第8話「水尾さん爆薬の怨念 ～変身タヌキ男登場の巻～」、特別編「恐怖ゴキブリ男」に登場。当時・特殊効果。仮面ノリダーの爆破はすべて担当していた。「恐怖シャワー男」では鉄板一つをふっ飛ばすほどの爆発を起こすが、本人曰く計算ミスだったということ。変身タヌキ男の回では仮面ノリダーV2による爆破攻撃の作業をアシストした。ゴキブリ男の回では、TMCのスタジオ内で水中爆破を行いとんねるずの二人を焦らせた。

小山茂明（こやましげあき）
第56話「恐怖寒中水泳大会男」に登場。当時・ニューテレスカメラマン。年上の奥さんと結婚した記念に登場した。

美術スタッフ
第61話「恐怖アイスホッケー男（前編）」、第66話「恐怖ミッキーキャット男（前編）」に登場。年末、番組に来たエキストラのモデルを全員連れて高田馬場で飲みにいったらしく、石橋が非常に怒っていた。その後、一度注意したにもかかわらずミッキーキャット男の回で再び高田馬場で飲みにいった。これまた、石橋を非常に怒らせた模様。

小澤俊一（おざわしゅんいち）
V2第7話「ま、まさかこの死に方で ～セキセイインコ男登場の巻～」に登場。当時・AD。収録後タオルを持って現れた所をセキセイインコ男に子供用プールに無理やり沈められた。

小林幸子（こばやしさちこ）
特別編inマウイ「恐怖ヤシの実男」に登場。当時・衣裳。愛称コバピー。ヤシの実男がカート対決で全身タイツ姿になった際に、衣裳担当のコバピーにその衣裳で難癖をつけていた。

蓑島公男（さいじまきみお）
特別編「恐怖ゴキブリ男」に登場。当時・照明チーフ。水尾さんによってスタジオの照明が濡らされてしまい、その状態だと片付けるときに感電するためにトラブルになったらしい。

松村匠（まつむらたくみ）
最後の決戦「恐怖ラッコ男」に登場。当時・ディレクター。ジョッカーのみなさんとして登場していたが、誤って仮面ノリダーの鼻に本当にパンチしてしまう。その後仮面ノリダーから猛反撃を受けるが、この時彼は家庭内のゴタゴタを忘れて楽しんでいた。